# Impact de Montréal 2016
Questa voce raccoglie le informazioni riguardanti l'Impact de Montréal nelle competizioni ufficiali della stagione 2016.

## Stagione
Nel 2016 l'Impact disputa la ventitreesima stagione della propria storia, la quinta nella MLS, il massimo campionato calcistico di USA e Canada.
In panchina viene confermato Mauro Biello, subentrato nel corso della stagione precedente. Al termine della campagna abbonamenti la società ha annunciato di aver registrato il record di tessere annuali sottoscritte, superando quota 9.500.
L'inizio della stagione è positivo, infatti nelle prime sei giornate di campionato arrivano quattro vittorie che proiettano la squadra in prima posizione nella conference. Successivamente Montréal incappa, fra i mesi di aprile e maggio, in un lungo filotto di sei giornate senza vittorie che ridimensiona la classifica. All'inizio del mese di giugno i quebecchesi vengono anche eliminati dal Canadian Championship dai rivali di Toronto. La società nel mese di luglio interviene sul mercato aggiungendo alla rosa l'attaccante italiano Matteo Mancosu, in prestito dal Bologna, e il centrocampista argentino Hernán Bernardello, che aveva già militato nell'Impact nel 2014. Entrambi i giocatori conquistano il posto da titolare in squadra e gli innesti danno i risultati sperati: al termine della stagione regolare gli azzurro-bianco-neri si piazzano al quinto posto nella propria conference e conquistano l'accesso ai play-off. Il finale di stagione è comunque macchiato da un caso-Drogba: il designated player non accetta di aver perso il posto da titolare in favore di Mancosu, e prima dell'incontro di Toronto alla penultima giornata rifiuta la convocazione e non si aggrega in panchina al resto della squadra. Il caso poi rientra anche grazie al polso fermo della società.
I risultati in ogni caso premiano le scelte tecniche di Biello: ai play off i canadesi eliminano sia il DC United al primo turno che i New York Red Bulls ai quarti di finale, sovvertendo i pronostici con tre nette vittorie. L'Impact così raggiunge per la prima volta nella propria storia le semifinali, dove affronta i grandi rivali di Toronto: l'incontro di andata viene vinto per 3-2 davanti a 61.004 spettatori, in uno Stadio Olimpico sold-out, ma al ritorno la squadra di Montréal viene eliminata dopo i tempi supplementari.

## Maglie e sponsor
Il fornitore tecnico, come per tutte le squadre della MLS, è l'Adidas. Per il 2016 l'Impact conferma la seconda maglia della stagione precedente, bianca con delle strisce orizzontali grigio chiaro. La maglia principale viene invece rinnovata, con un recupero delle strisce verticali nere e azzurre, inoltre lungo le strisce azzurre corrono delle sottili linee bianche. In basso sono presenti, in rilievo argentato, i quattro simboli che compongono la bandiera della città di Montréal.
| 1ª divisa | 2ª divisa |

## Rosa
| N. |                           | Ruolo | Calciatore             |
| -- | ------------------------- | ----- | ---------------------- |
| 1  | Stati Uniti (bandiera)    | P     | Evan Bush              |
| 2  | Camerun (bandiera)        | D     | Ambroise Oyongo        |
| 3  | Stati Uniti (bandiera)    | D     | Amadou Dia             |
| 5  | Francia (bandiera)        | D     | Wandrille Lefèvre      |
| 6  | Francia (bandiera)        | C     | Hassoun Camara         |
| 7  | Ghana (bandiera)          | A     | Dominic Oduro          |
| 8  | Canada (bandiera)         | C     | Patrice Bernier (cap.) |
| 10 | Argentina (bandiera)      | A     | Ignacio Piatti         |
| 11 | Costa d'Avorio (bandiera) | A     | Didier Drogba          |
| 14 | Stati Uniti (bandiera)    | C     | Harry Shipp            |
| 15 | Argentina (bandiera)      | C     | Andrés Fabricio Romero |
| 16 | Scozia (bandiera)         | C     | Calum Mallace          |
| 17 | Canada (bandiera)         | C     | David Choinière        |
| 18 | Canada (bandiera)         | C     | Kyle Bekker            |
| 19 | Belize (bandiera)         | A     | Michael Salazar        |
| 21 | Italia (bandiera)         | A     | Matteo Mancosu         |

| N. |                        | Ruolo | Calciatore            |
| -- | ---------------------- | ----- | --------------------- |
| 22 | Stati Uniti (bandiera) | P     | Eric Kronberg         |
| 23 | Belgio (bandiera)      | D     | Laurent Ciman         |
| 24 | Canada (bandiera)      | A     | Anthony Jackson-Hamel |
| 25 | Stati Uniti (bandiera) | D     | Donny Toia            |
| 26 | Stati Uniti (bandiera) | D     | Kyle Fisher           |
| 27 | Costa Rica (bandiera)  | A     | Johan Venegas         |
| 28 | Canada (bandiera)      | C     | Jérémy Gagnon-Laparé  |
| 29 | Stati Uniti (bandiera) | C     | Eric Alexander        |
| 30 | Argentina (bandiera)   | C     | Hernán Bernardello    |
| 32 | Argentina (bandiera)   | A     | Lucas Ontivero        |
| 33 | Italia (bandiera)      | C     | Marco Donadel         |
| 36 | Argentina (bandiera)   | D     | Víctor Cabrera        |
| 39 | Stati Uniti (bandiera) | A     | Cameron Porter        |
| 40 | Canada (bandiera)      | P     | Maxime Crépeau        |
| 51 | Canada (bandiera)      | D     | Maxim Tissot          |

## Calciomercato

### Sessione invernale
| Acquisti | Acquisti        | Acquisti     | Acquisti   |
| R.       | Nome            | da           | Modalità   |
| -------- | --------------- | ------------ | ---------- |
| D        | Kyle Fisher     |              | definitivo |
| C        | Harry Shipp     | Chicago Fire | definitivo |
| A        | Lucas Ontivero  | Galatasaray  | prestito   |
| A        | Michael Salazar | PSA Elite    | definitivo |

| Cessioni | Cessioni         | Cessioni             | Cessioni    |
| R.       | Nome             | a                    | Modalità    |
| -------- | ---------------- | -------------------- | ----------- |
| D        | Eric Miller      | Colorado Rapids      | definitivo  |
| C        | Dilly Duka       |                      | svincolato  |
| C        | Justin Mapp      | Sporting Kansas City | definitivo  |
| C        | Nigel Reo-Coker  |                      | rescissione |
| A        | Kenny Cooper     |                      | svincolato  |
| A        | Romario Williams | Charleston Battery   | prestito    |

Durante la sessione invernale è stato riscattato a titolo definitivo Víctor Cabrera, fino ad allora in prestito dal River Plate.

### A stagione in corso
| Acquisti | Acquisti           | Acquisti             | Acquisti   |
| R.       | Nome               | da                   | Modalità   |
| -------- | ------------------ | -------------------- | ---------- |
| D        | Amadou Dia         | Sporting Kansas City | definitivo |
| C        | Hernán Bernardello | Deportivo Alavés     | definitivo |
| A        | Matteo Mancosu     | Bologna              | prestito   |

| Cessioni | Cessioni       | Cessioni             | Cessioni   |
| R.       | Nome           | a                    | Modalità   |
| -------- | -------------- | -------------------- | ---------- |
| D        | Maxim Tissot   |                      | svincolato |
| C        | Eric Alexander | Houston Dynamo       | definitivo |
| A        | Cameron Porter | Sporting Kansas City | definitivo |

## Risultati

### MLS
La MLS non adotta il sistema a due gironi, uno di andata e uno di ritorno, tipico in Europa per i campionati di calcio, ma un calendario di tipo sbilanciato. Nel 2016 l'Impact disputa solo una gara con le dieci squadre della Western conference, tre gare con sei squadre della propria conference, e infine due gare con altre tre squadre della propria conference (in questa stagione Chicago Fire, DC United e New York City).
| Arbitro: | I. Elfath |

|                         |           |                           |
| Harvey 45’ Waston 90+3’ | Marcatori | 19’, 88’ Piatti 42’ Oduro |

| Arbitro: | D. Fischer |

|                                          |           |  |
| Oduro 58’ Piatti 71’ Jackson-Hamel 90+3’ | Marcatori |  |

| Arbitro: | A. Villareal |

|                     |           |  |
| Diaz 79’ Urruti 87’ | Marcatori |  |

| Arbitro: | B. Toledo |

|             |           |  |
| Dempsey 79’ | Marcatori |  |

| Arbitro: | C. Penso |

|                       |           |  |
| Camara 48’ Bekker 86’ | Marcatori |  |

| Arbitro: | K. Stott |

|                 |           |                         |
| Igboananike 29’ | Marcatori | 56’ Drogba 90+1’ Piatti |

| Arbitro: | T. Unkel |

|  |           |                         |
|  | Marcatori | 40’ (rig.) 81’ Giovinco |

| Arbitro: | S. Petrescu |

|           |           |             |
| Allen 51’ | Marcatori | 90+1’ Oduro |

| Arbitro: | F. Bazakos |

|                      |           |                       |
| Drogba 9’ Tissot 50’ | Marcatori | 47’ Gashi 73’ Burling |

| Arbitro: | A. Villareal |

|                                          |           |                                               |
| Kamara 16’, 45+1’ Higuaín 48’ 53’ (rig.) | Marcatori | 26’, 59’ Piatti 57’ (rig.) Drogba 90+3’ Oduro |

| Arbitro: | D. Fischer |

|           |           |            |
| Drogba 3’ | Marcatori | 24’ Sapong |

| Arbitro: | M. Geiger |

|                     |           |           |
| Cyle Larin 43’, 87’ | Marcatori | 4’ Piatti |

| Arbitro: | B. Toledo |

|                                      |           |                                 |
| Piatti 26’ Ontivero 56’ Drogba 90+4’ | Marcatori | 8’ Giovani dos Santos 58’ Magee |

| Columbus 18 giugno 2016 14ª giornata | Columbus Crew | 0 – 0 referto | Montréal Impact | Mapfre Stadium\| Arbitro: \| S. Stoica \| |
| Arbitro:                             | S. Stoica     |               |                 |                                           |

| Arbitro: | M. Bourdeau |

|                                |           |                |
| Ontivero 16’ Piatti 39’ (rig.) | Marcatori | 21’, 59’ Dwyer |

| Arbitro: | C. Penso |

|                                    |           |                 |
| Salazar 40’, 48’ Piatti 54’ (rig.) | Marcatori | 18’, 33’ Kamara |

| Arbitro: | R. Salazar |

|                      |           |          |
| Movsisyan 79’ (rig.) | Marcatori | 8’ Shipp |

| Arbitro: | A. Chapman |

|               |           |            |
| McInerney 14’ | Marcatori | 44’ Piatti |

| Arbitro: | A. Villareal |

|           |           |                                      |
| Shipp 55’ | Marcatori | 35’ Villa 45+2’ Harrison 85’ Lampard |

| Arbitro: | I. Elfath |

|                                               |           |             |
| Drogba 19’, 42’, 52’ Piatti 87’ Mancosu 90+1’ | Marcatori | 72’ Pontius |

| Arbitro: | T. Unkel |

|             |           |                 |
| Mullins 20’ | Marcatori | 86’ Bernardello |

| Arbitro: | M. Oliveira |

|             |           |  |
| Mancosu 76’ | Marcatori |  |

| Arbitro: | C. Penso |

|                                    |           |            |
| Wright-Phillips 22’, 41’ Davis 46’ | Marcatori | 21’ Piatti |

| Arbitro: | D. Gantar |

|  |           |                                    |
|  | Marcatori | 15’ Solignac 73’ Accam 89’ Polster |

| Arbitro: | R. Sibiga |

|            |           |                   |
| Camara 77’ | Marcatori | 39’ (rig.) Neagle |

| Arbitro: | J. Gonzalez |

|  |           |            |
|  | Marcatori | 73’ Piatti |

| Arbitro: | S. Petrescu |

|           |           |                                       |
| Drogba 2’ | Marcatori | 4’ Shea 36’ 54’ (rig.) Kaká 77’ Rivas |

| Arbitro: | A. Villareal |

|              |           |             |
| Barnetta 45’ | Marcatori | 88’ Mancosu |

| Arbitro: | A. Chapman |

|                   |           |                         |
| Drogba 50’ (rig.) | Marcatori | 1’ Kamara 27’, 59’ Rowe |

| Arbitro: | J. Gonzalez |

|           |           |  |
| Royer 60’ | Marcatori |  |

| Arbitro: | S. Stoica |

|                                    |           |                 |
| Oduro 22’ Piatti 32’ Venegas 90+2’ | Marcatori | 62’ Wondolowski |

| Arbitro: | A. Villareal |

|  |           |           |
|  | Marcatori | 56’ Oduro |

| Arbitro: | J. Marrufo |

|                       |           |                           |
| Piatti 19’ 55’ (rig.) | Marcatori | 51’ Altidore 86’ Ricketts |

| Arbitro: | H. Grajeda |

|                                     |           |  |
| Fagundez 13’ Agudelo 60’ Kamara 71’ | Marcatori |  |

#### Play-off
| Arbitro: | J. Marrufo |

|                       |           |                                      |
| Neagle 90’ Kemp 90+4’ | Marcatori | 4’ Ciman 43’, 58’ Mancosu 83’ Piatti |

| Arbitro: | R. Sibiga |

|             |           |  |
| Mancosu 61’ | Marcatori |  |

| Arbitro: | B. Toledo |

|                     |           |                 |
| Wright-Phillips 77’ | Marcatori | 51’, 85’ Piatti |

| Arbitro: | J. Guzman |

|                                  |           |                          |
| Oduro 10’ Mancosu 12’ Oyongo 53’ | Marcatori | 68’ Altidore 73’ Bradley |

| Arbitro: | J. Marrufo |

|                                                                |           |                      |
| Cooper 37’ Altidore 45’ Hagglund 68’ Cheyrou 98’ Ricketts 100’ | Marcatori | 24’ Oduro 53’ Piatti |

### Canadian Championship
| Arbitro: | D. Gantar |

|                                   |           |                          |
| Osorio 13’, 34’ Hamilton 60’, 80’ | Marcatori | 86’ Salazar 90+1’ Drogba |

| Montréal 8 giugno 2016, ore 19:30 UTC-5 Semifinali - Ritorno | Montréal Impact | 0 – 0 referto | Toronto FC | Stade Saputo (18.964 spett.)\| Arbitro: \| S. Petrescu \| |
| Arbitro:                                                     | S. Petrescu     |               |            |                                                           |

## Statistiche

### Statistiche di squadra
| Competizione          | Punti | In casa | In casa | In casa | In casa | In casa | In casa | In trasferta | In trasferta | In trasferta | In trasferta | In trasferta | In trasferta | Totale | Totale | Totale | Totale | Totale | Totale |
| Competizione          | Punti | G       | V       | N       | P       | Gf      | Gs      | G            | V            | N            | P            | Gf           | Gs           | G      | V      | N      | P      | Gf     | Gs     |
| --------------------- | ----- | ------- | ------- | ------- | ------- | ------- | ------- | ------------ | ------------ | ------------ | ------------ | ------------ | ------------ | ------ | ------ | ------ | ------ | ------ | ------ |
| MLS                   | 45    | 17      | 7       | 5       | 5       | 31      | 29      | 17           | 4            | 7            | 6            | 18           | 24           | 34     | 11     | 12     | 11     | 49     | 53     |
| Play-off              |       | 2       | 2       | 0       | 0       | 4       | 2       | 3            | 2            | 0            | 1            | 8            | 8            | 5      | 4      | 0      | 1      | 12     | 10     |
| Canadian Championship |       | 1       | 0       | 1       | 0       | 0       | 0       | 1            | 0            | 0            | 1            | 2            | 4            | 2      | 0      | 1      | 1      | 2      | 4      |
| Totale                |       | 20      | 9       | 6       | 5       | 35      | 31      | 21           | 6            | 7            | 8            | 28           | 36           | 41     | 15     | 13     | 13     | 63     | 67     |

### Statistiche dei giocatori
| Giocatore        | MLS      | MLS  | MLS         | MLS        | Canadian Championship | Canadian Championship | Canadian Championship | Canadian Championship | Totale   | Totale | Totale      | Totale     |
| Giocatore        | Presenze | Reti | Ammonizioni | Espulsioni | Presenze              | Reti                  | Ammonizioni           | Espulsioni            | Presenze | Reti   | Ammonizioni | Espulsioni |
| ---------------- | -------- | ---- | ----------- | ---------- | --------------------- | --------------------- | --------------------- | --------------------- | -------- | ------ | ----------- | ---------- |
| E. Alexander     | 12       | 0    | -           | -          | 2                     | 0                     | -                     | -                     | 14       | 0      | -           | -          |
| K. Bekker        | 18       | 1    | 3           | -          | 2                     | 0                     | -                     | -                     | 20       | 1      | 3           | -          |
| H. Bernardello   | 17       | 1    | 5           | -          | 0                     | 0                     | -                     | -                     | 17       | 1      | 5           | -          |
| P. Bernier       | 25       | 0    | 4           | -          | 1                     | 0                     | -                     | 1                     | 26       | 0      | 4           | 1          |
| E. Bush          | 38       | 0    | 4           | 1          | 0                     | 0                     | -                     | -                     | 38       | 0      | 4           | 1          |
| V. Cabrera       | 28       | 0    | 6           | -          | 1                     | 0                     | -                     | -                     | 29       | 0      | 6           | -          |
| H. Camara        | 32       | 2    | 8           | -          | 2                     | 0                     | -                     | -                     | 34       | 2      | 8           | -          |
| D. Choinière     | 1        | 0    | -           | -          | 1                     | 0                     | -                     | -                     | 2        | 0      | -           | -          |
| L. Ciman         | 33       | 2    | 4           | -          | 0                     | 0                     | -                     | -                     | 33       | 2      | 4           | -          |
| M. Crépeau       | 0        | 0    | -           | -          | 0                     | 0                     | -                     | -                     | 0        | 0      | -           | -          |
| A. Dia           | 1        | 0    | -           | -          | 0                     | 0                     | -                     | -                     | 1        | 0      | -           | -          |
| M. Donadel       | 26       | 0    | 5           | -          | 0                     | 0                     | -                     | -                     | 26       | 0      | 5           | -          |
| D. Drogba        | 25       | 10   | 5           | 1          | 2                     | 1                     | 1                     | -                     | 27       | 11     | 6           | 1          |
| K. Fisher        | 2        | 0    | 1           | -          | 1                     | 0                     | -                     | -                     | 3        | 0      | 1           | -          |
| J. Gagnon-Laparé | 0        | 0    | -           | -          | 1                     | 0                     | -                     | -                     | 1        | 0      | -           | -          |
| A. Jackson-Hamel | 7        | 1    | -           | -          | 0                     | 0                     | -                     | -                     | 7        | 1      | -           | -          |
| E. Kronberg      | 2        | 0    | -           | -          | 2                     | 0                     | -                     | -                     | 4        | 0      | -           | -          |
| W. Lefèvre       | 14       | 0    | 1           | -          | 2                     | 0                     | -                     | -                     | 16       | 0      | 1           | -          |
| C. Mallace       | 21       | 0    | 3           | -          | 0                     | 0                     | -                     | -                     | 21       | 0      | 3           | -          |
| M. Mancosu       | 20       | 7    | 1           | -          | 0                     | 0                     | -                     | -                     | 20       | 7      | 1           | -          |
| D. Oduro         | 36       | 8    | 1           | -          | 2                     | 0                     | 1                     | -                     | 38       | 8      | 2           | -          |
| L. Ontivero      | 21       | 2    | 4           | -          | 2                     | 0                     | -                     | 1                     | 23       | 2      | 4           | 1          |
| A. Oyongo        | 32       | 1    | 4           | 1          | 1                     | 0                     | -                     | -                     | 33       | 1      | 4           | 1          |
| I. Piatti        | 37       | 21   | 5           | -          | 1                     | 0                     | -                     | -                     | 38       | 21     | 5           | -          |
| C. Porter        | 0        | 0    | -           | -          | 2                     | 0                     | -                     | -                     | 2        | 0      | -           | -          |
| A.F. Romero      | 0        | 0    | -           | -          | 0                     | 0                     | -                     | -                     | 0        | 0      | -           | -          |
| M. Salazar       | 17       | 2    | 1           | -          | 2                     | 1                     | -                     | -                     | 19       | 3      | 1           | -          |
| H. Shipp         | 29       | 2    | 2           | -          | 1                     | 0                     | -                     | -                     | 30       | 2      | 2           | -          |
| M. Tissot        | 7        | 1    | -           | -          | 0                     | 0                     | -                     | -                     | 7        | 1      | -           | -          |
| D. Toia          | 18       | 0    | 2           | -          | 0                     | 0                     | -                     | -                     | 18       | 0      | 2           | -          |
| J. Venegas       | 25       | 1    | 3           | -          | 0                     | 0                     | -                     | -                     | 25       | 1      | 3           | -          |

## Giovanili
- FC Montréal: 14° nella Eastern conference della USL 2016, 28° complessivo
- Under 18: 2° nella northeast division della east conference del campionato USSDA 2015-2016. 2° nel gruppo D dei play-off[15]
- Under 16: 2° nella northeast division della east conference del campionato USSDA 2015-2016. 3° nel gruppo D dei play-off[16]